# Tapirus johnsoni
Tapirus johnsoni (лат.) — вид вымерших млекопитающих из семейства тапировых отряда непарнокопытных. Ископаемые остатки этого вида известны с позднего миоцена по ранний плиоцен Северной Америки: штат Небраска (США). Его типовое местонахождение — Стир-Крик (плотина Мерритт), в кларендонском геологическом слое в формации Пепельная лощина в Небраске. Tapirus johnsoni — один из самых древних известных тапиров, который был крупнее более раннего Tapirus polkensis. Описан в 1975 году совместно с Tapirus simpsoni.